# Pháp Khố
Pháp Khố (tiếng Trung: 法库县, Hán Việt: Pháp Khố huyện) Là một huyện của thành phố Thẩm Dương (沈阳市), tỉnh Liêu Ninh, Cộng hòa Nhân dân Trung Hoa. Huyện Pháp Khố nằm ở phía bắc tỉnh Liêu Ninh. Pháp Khố có diện tích 2320 km2, dân số 440.000 người, mã số bưu chính 110400. Huyện lỵ đóng tại số đường Hưng Pháp, trấn Pháp Khố. Huyện Pháp Khố được chia ra 8 trấn, 10 hương và 1 hương dân tộc.